# Judith Evelyn
Judith Evelyn (Seneca, Dakota del Sur, 20 de marzo de 1909-Nueva York, 7 de mayo de 1967) fue una actriz teatral, cinematográfica y televisiva estadounidense-canadiense, que a lo largo de su carrera participó en un total de unas 50 producciones televisivas y cinematográficas. 

## Biografía

### Inicios
Su nombre completo era Judith Evelyn Morris, y nació en Seneca, Dakota del Sur (Estados Unidos). Criada en Moose Jaw, Saskatchewan, estudió en la Universidad de Manitoba, donde fue activa en drama, desarrollando más adelante su capacidad interpretativa en Hart House.

### Carrera
Evelyn trabajó en la radio para la BBC y para la Canadian Broadcasting Corporation.
Entre sus primeras experiencias teatrales figura ser miembro en 1932 de una unidad del movimiento educacional canadiense Chautauqua. Al año siguiente actuó con la Pasadena Playhouse en California.
Evelyn actuó en el circuito de Broadway en las siguientes obras teatrales:
- The Shrike (15 de enero de 1952 – 31 de mayo de 1952)
- Craig's Wife (12 de febrero de 1947 – 12 de abril de 1947)
- The Rich Full Life (9 de noviembre de 1945 – 1 de diciembre de 1945)
- Luz de gas (5 de diciembre de 1941 – 30 de diciembre de 1944)

Las cuatro obras se adaptaron a la gran pantalla, pero Evelyn no actuó en ninguna de las películas. Sí trabajó en otros filmes, siendo por ejemplo Miss Lonelyhearts en la película a de Alfred Hitchcock La ventana indiscreta. En 1956 encarnó a Nancy Lynnton en la cinta de George Stevens Gigante, en 1954 fue Tiy en Sinuhé, el egipcio (de Michael Curtiz), y en 1959 actuó con Vincent Price en The Tingler.

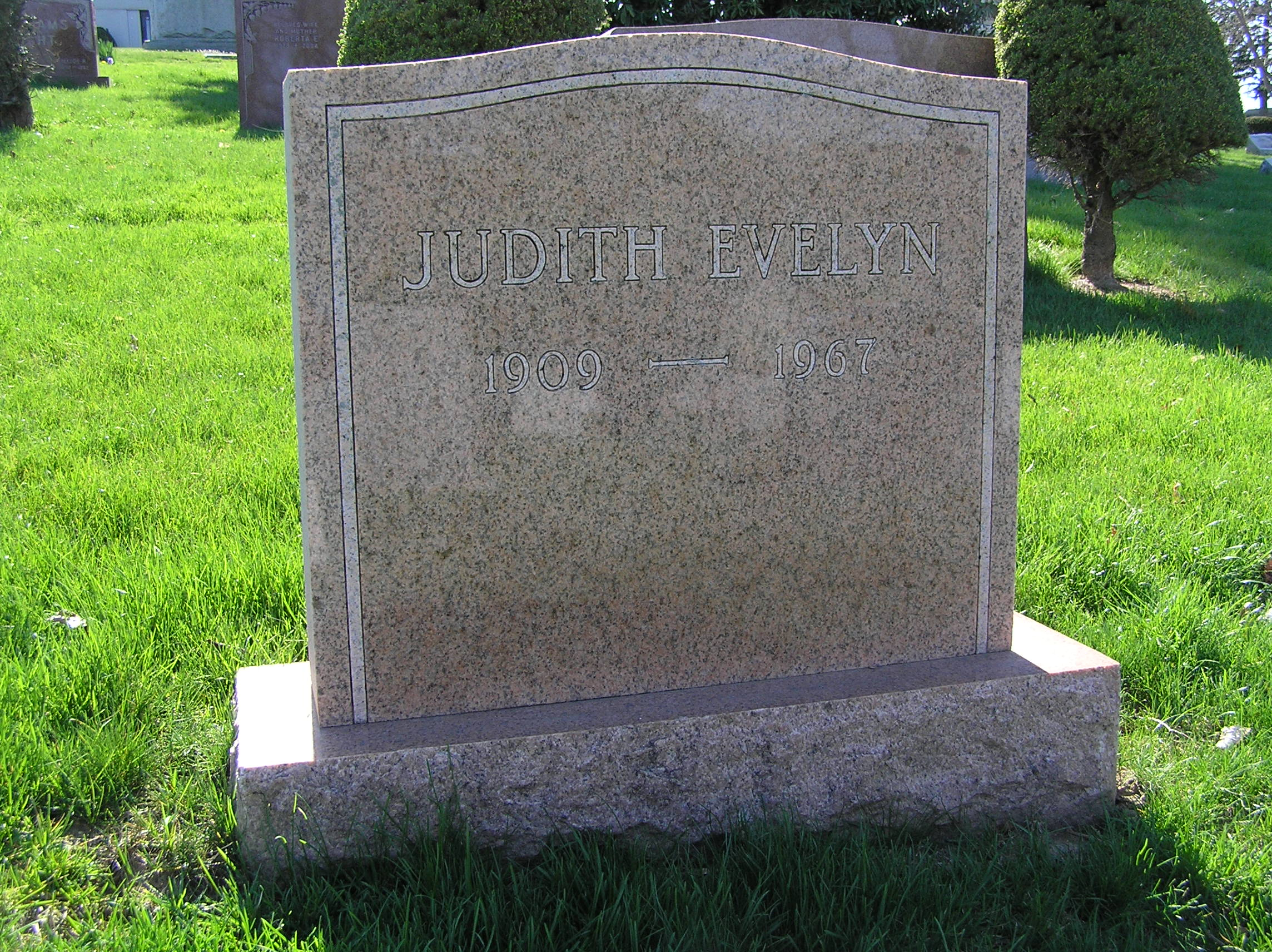
Tumba de Judith Evelyn

En el otoño de 1958, Evelyn fue artista invitada, actuando como Clara Keller, en el episodio "Man in the Moon" de la serie de Bruce Gordon Behind Closed Doors.
En 1942, Evelyn ganó el Premio a la Distinguida Actuación concedido por la Drama League de Nueva York, un galardón concedido cada temporada a un único intérprete de entre más de 60 nominados del circuito de Broadway y del Off-Broadway.

### Vida personal
El 3 de septiembre de 1939, ella y su prometido, el productor radiofónico Andrew Allan, sobrevivieron al hundimiento del buque SS Athenia. El Athenia fue el primer barco de pasajeros hundido por un submarino alemán en la Segunda Guerra Mundial.
Judith Evelyn falleció a causa de un cáncer en Nueva York en 1967. Tenía 58 años de edad. Fue enterrada en el Cementerio Kensico de Valhalla (Nueva York).

## Filmografía

### Cine
- 1951 : The 13th Letter, de Otto Preminger
- 1954 : La ventana indiscreta, de Alfred Hitchcock
- 1954 : Sinuhé, el egipcio, de Michael Curtiz
- 1955 : Female on the Beach, de Joseph Pevney
- 1956 : Hilda Crane, de Philip Dunne
- 1956 : Gigante, de George Stevens
- 1958 : Los hermanos Karamazov, de Richard Brooks
- 1958 : Twilight for the Gods, de Joseph Pevney
- 1959 : The Tingler, de William Castle

### Televisión
- 1946 : Angel Street
- 1948 : The Chevrolet Tele Theatre: 1 episodio
- 1948 : The Philco Television Playhouse: 1 episodio
- 1951 : Martin Kane, Private Eye: 1 episodio
- 1951 : Sure As Fate: 1 episodio
- 1950-1951 : The Adventures of Ellery Queen: 2 episodios
- 1951 : Starlight Theatre: 1 episodio
- 1951 : Danger: 1 episodio
- 1950-1951 : The Ford Theatre Hour: 2 episodios
- 1951 : Somerset Maugham TV Theatre: 1 episodio
- 1951-1952 : Studio One: 4 episodios
- 1952-1953 : Broadway Television Theatre: 2 episodios
- 1953 : ABC Album: 1 episodio
- 1953 : The Gulf Playhouse: 1 episodio
- 1953 : Chevron Theatre: 1 episodio
- 1951 y 1953 : Suspense: 52 episodios
- 1954 : Look Up and Live: 1 episodio
- 1955 : Windows: 9 episodios
- 1950, 1951, 1952 y 1955 : Armstrong Circle Theatre: 4 episodios
- 1955 : Private Secretary: 1 episodio
- 1955 : Kraft Television Theatre: 1 episodio
- 1955 : Lux Video Theatre: 3 episodios
- 1955 : Letter to Loretta: 1 episodio
- 1955 : Studio 57: 1 episodio
- 1956 : Front Row Center: 1 episodio
- 1956 : Star Stage: 1 episodio
- 1956 : TV Reader's Digest: 1 episodio
- 1952 y 1956 : Goodyear Television Playhouse: 2 episodios
- 1957 : Producers' Showcase: 1 episodio
- 1955 y 1957 : Alfred Hitchcock presenta: 2 episodios
- 1955-1957 : Climax!: 5 episodios
- 1953 y 1958 : Schlitz Playhouse of Stars: 2 episodios
- 1955-1958 : Matinee Theatre: 5 episodios
- 1958 : Shirley Temple's Storybook: 1 episodio
- 1958 : Behind Closed Doors: 1 episodio
- 1959 : The Further Adventures of Ellery Queen: 1 episodio
- 1960 : Playhouse 90: 1 episodio
- 1961 : Great Ghost Tales: 1 episodio
- 1961 : Thriller: 1 episodio
- 1959 y 1962 : Tales of Wells Fargo: 2 episodios
- 1962 : The Eleventh Hour: 1 episodio